# Smittia amoena
Smittia amoena är en tvåvingeart som beskrevs av Caspers 1988. Smittia amoena ingår i släktet Smittia och familjen fjädermyggor. Inga underarter finns listade i Catalogue of Life.